# Pinetown (Carolina del Norte)
Pinetown es un lugar designado por el censo ubicado en el condado de Beaufort en el estado estadounidense de Carolina del Norte. La localidad en el año 2010, tenía una población de 155 habitantes.

## Geografía
Pinetown se encuentra ubicado en las coordenadas 35°36′39.73″N 76°51′19.88″O / 35.6110361, -76.8555222. 